# Look What You've Done
Look What You've Done is een nummer van de Australische rockband Jet uit 2004. Het is de derde single van hun debuutalbum Get Born.
"Look What You've Done" gaat over de vader van bandleden Chris en Nic Cester, en hoe hij hun moeder bedroog toen ze jong waren. Ze keken altijd tegen hem op als een held, maar hij liet ze in de steek door hun moeder te bedriegen. Het nummer bereikte een bescheiden 14e positie in Australië, het thuisland van Jet. Ook in het Verenigd Koninkrijk en in de Verenigde Staten werd de plaat een kleine hit, maar in het Nederlandse taalgebied werden geen hitlijsten bereikt.

## Tracklijst
12"
1. "Look What You've Done"
2. "Bruises"
3. "Are You Gonna Be My Girl" (akoestisch)

Cd-single
1. "Look What You've Done"
2. "Bruises"